# All Out 2019
All Out 2019 è stato un evento in pay-per-view di wrestling prodotto dalla All Elite Wrestling, svoltosi il 31 agosto 2019 al Sears Centre di Hoffman Estates. L'evento è considerato il successore spirituale di All In, evento indipendente tenutosi nel settembre 2018 nella stessa location e punto di nascita della federazione, fondata nel gennaio 2019.

## Background
Durante l'evento Double or Nothing, pay-per-view di debutto della federazione, è stato annunciato il successore spirituale di All In, chiamato All Out e nella stesse date (il 31 agosto 2019, Labor Day e giorno precedente il primo anniversario di All In) e location del suo predecessore. Il nuovo nome è stato necessario in quanto i diritti di All In erano detenuti dalla Ring of Honor, che sarebbe poi stata acquistata dal presidente della AEW Tony Khan nel 2022.

## Storyline
Durante la costruzione di Double or Nothing la AEW annunciò che il vincitore di una battle royale che si sarebbe tenuta nel Buy In dell'evento avrebbe affrontato il vincitore del main event di Double or Nothing in un evento futuro per decretare il campione inaugurale dell'AEW World Championship. La battle royal fu vinta da Adam Page, mentre Chris Jericho sconfisse Kenny Omega nel main event, determinando quindi i due sfidanti dell'incontro titolato, che fu annunciato per All Out.
Al termine di Double or Nothing fece la sua comparsa Jon Moxley, confermando il suo ingaggio da parte dell'AEW e attaccando sia Jericho che Omega. Successivamente la AEW annunciò che un incontro tra Omega e Moxley si sarebbe tenuto ad All Out. A Fyter Fest Omega attaccò Moxley al termine del suo incontro. Tuttavia il 23 agosto Moxley annunciò che non avrebbe potuto competere all'evento a causa di un infortunio al gomito; la AEW annunciò quindi Pac come sfidante di Omega per l'evento, risolvendo una disputa con la Dragon Gate, che aveva una clausola di non competizione nel contratto di Pac.
Durante Fyter Fest i Best Firends (Chuck Taylor e Trent Beretta) sconfissero i SoCal Uncensored (rappresentati da Frankie Kazarian e Scorpio Sky) e i Private Party (Isiah Kassidy e Marq Quen) in un 3-way tag team match mentre a Fight for the Fallen il Dark Order (rappresentato da Evil Uno e Stu Grayson) debuttarono per la AEW sconfiggendo i team di Angelico e Jack Evans e quello di Jungle Boy e Luchasaurus in un altro 3-way tag team match. Con le loro vittorie, i Best Friends e il Dark Oder si qualificarono per un tag team match, da tenersi ad All Out, per ottenere un bye nel primo turno del torneo per decretare i detentori inaugurali dell'AEW World Tag Team Championship.
Il 16 marzo all'evento Rey de Reyes della Lucha Libre AAA Worldwide gli Young Bucks (Matt e Nick Jackson) hanno sconfitto i Lucha Brothers conquistando gli AAA World Tag Team Championship, vincendo anche la rivincita di Double or Nothing. Nel mese di giugno i Lucha Brothers hanno riconquistato i titoli all'evento AAA Verano de Escandalo. Durante Fight for the Fallen i Lucha Brothers hanno sfidato gli Young Bucks in un ladder match per i titoli ad All Out, sfida accettata dai Bucks. L'incontro è stato successivamente modificato in un Escalera de la Muerte.
Dopo l'incontro tra Cody Rhodes e Darby Allin terminato in parità a Fyter Fest, Shawn Spears è comparso sul ring colpendo Cody con una sediata alla testa e procurandogli 12 punti di sutura. In un'intervista rilasciata a Jim Ross, Spears ha confessato di sentirsi sminuito da Cody, motivo per cui l'ha attaccato, definendolo sanguisuga fin da quando entrambi hanno iniziato la loro carriera, nel 2006, in Ohio Valley Wrestling. Ha quindi sfidato Cody ad un incontro ad All Out.
A Fight for the Fallen il team di Jimmy Havoc, Darby Allin e Joey Janela ha perso contro Shawn Spears, Maxwell Jacob Friedman e Sammy Guevara. I tre si sono incolpati a vicenda per la sconfitta, scatenando una rissa nel backstage. Successivamente è stato ufficializzato un incontro tra i tre ad All Out.

## Risultati
| #     | Match                                                                    | Stipulazione                                                | Durata |
| ----- | ------------------------------------------------------------------------ | ----------------------------------------------------------- | ------ |
| BuyIn | Nyla Rose ha vinto eliminando per ultima Britt Baker                     | Casino battle royale                                        | –      |
| BuyIn | Isiah Kassidy e Marq Quen hanno sconfitto Angelico e Jack Evans          | Tag team match                                              | 11:35  |
| 1     | I SoCal Uncensored hanno sconfitto Jungle Boy, Luchasaurus e Marko Stunt | 6-men tag team match                                        | 11:45  |
| 2     | Pac ha sconfitto Kenny Omega per KO tecnico                              | Single match                                                | 23:20  |
| 3     | Jimmy Havoc ha sconfitto Darby Allin e Joey Janela                       | 3-way hardcore match                                        | 15:00  |
| 4     | The Dark Order ha sconfitto Chuck Taylor e Trent                         | Tag team match                                              | 13:40  |
| 5     | Riho ha sconfitto Hikaru Shida                                           | Single match                                                | 13:35  |
| 6     | Cody (con MJF) ha sconfitto Shawn Spears (con Tully Blanchard)           | Single match                                                | 16:20  |
| 7     | Lucha Brothers hanno sconfitto The Young Bucks                           | Tag team ladder match per l'AAA World Tag Team Championship | 21:00  |
| 8     | Chris Jericho ha sconfitto Adam Page                                     | Single match per l'AEW World Championship                   | 26:25  |